# Liste der Baudenkmäler in Erlangen-Dechsendorf
In der Liste der Baudenkmäler in Dechsendorf sind die Baudenkmäler im Erlanger Ortsteil Dechsendorf aufgelistet. Zu diesen Baudenkmälern gibt es auch eine Bildersammlung.
Diese Liste ist eine Teilliste der Liste der Baudenkmäler in Erlangen. Grundlage der Liste ist die Bayerische Denkmalliste, die auf Basis des bayerischen Denkmalschutzgesetzes vom 1. Oktober 1973 erstmals erstellt wurde und seither durch das Bayerische Landesamt für Denkmalpflege geführt und aktualisiert wird. Die folgenden Angaben ersetzen nicht die rechtsverbindliche Auskunft der Denkmalschutzbehörde.

## Baudenkmäler
| Lage                                    | Objekt         | Beschreibung | Akten-Nr.               | Bild           |
| --------------------------------------- | -------------- | --- | ----------------------- | -------------- |
| Brühl (Standort)                        | Wegkreuz       | Corpus 19. Jahrhundert, und kleine Pietà, 18. Jahrhundert                                                                                        | D-5-62-000-822 Wikidata | weitere Bilder |
| Brühl (Standort)                        | Bildstock      | Sandsteinsäule, bezeichnet „1507“ und „1584“. | D-5-62-000-833 Wikidata | weitere Bilder |
| Brühl 3 (Standort)                      | Wegkreuz       | Sandstein, Ende 19. Jahrhundert | D-5-62-000-823 Wikidata | Wegkreuz       |
| Brühl 4 (Standort)                      | Hofeinfahrt    | Zwei Sandsteinsäulen, 18. Jahrhundert | D-5-62-000-819 Wikidata | Hofeinfahrt    |
| Brühl 24 (Standort)                     | Bauernhaus     | Erdgeschossig mit Fachwerkgiebel, 17./18. Jahrhundert                                                                                            | D-5-62-000-820 Wikidata | Bauernhaus     |
| Brühl 25 (Standort)                     | Gasthof        | Zweigeschossiges Giebelhaus, Erdgeschoss Sandsteinquader, bezeichnet „1717“, Obergeschoss Fachwerk; Stadel mit Halbwalmdach, 17./18. Jahrhundert | D-5-62-000-821 Wikidata | Gasthof        |
| Faust-von-Stromberg-Straße 2 (Standort) | Marienkapelle  | Sandsteinquaderbau, 1718; mit Ausstattung; Kirchhofummauerung, Sandstein, 18. Jahrhundert                                                        | D-5-62-000-824 Wikidata | weitere Bilder |
| Faust-von-Stromberg-Straße 6 (Standort) | Wegkreuz       | Sandstein, Ende 19. Jahrhundert | D-5-62-000-825          | Wegkreuz       |
| Naturbadstraße 4, 4 a (Standort)        | Fachwerkstadel | 18./frühes 19. Jahrhundert | D-5-62-000-826          | Fachwerkstadel |
| Naturbadstraße 6 (Standort)             | Backofen       | Um 1800 | D-5-62-000-827 Wikidata | Backofen       |
| Röttenbacher Straße 6 (Standort)        | Bauernhaus     | Erdgeschossig, Sandsteinquader mit Ziergiebel, um 1780/90; Rest der Hofmauer, Sandstein                                                          | D-5-62-000-828 Wikidata | weitere Bilder |
| Röttenbacher Straße 14 (Standort)       | Hausfigur      | Pietà in Nische, 18. Jahrhundert | D-5-62-000-829 Wikidata | Hausfigur      |
| Weisendorfer Straße (Standort)          | Bildstock      | 18. Jahrhundert | D-5-62-000-832          | weitere Bilder |
| Weisendorfer Straße 8 (Standort)        | Bauernhaus     | Sandsteinquaderbau 1785 Remise und Hofeinfahrt gleichzeitig                                                                                      | D-5-62-000-831 Wikidata | Bauernhaus     |